# Sách Xuất Hành
Sách Xuất hành hay Xuất Ê-díp-tô là quyển sách thứ hai trong Cựu Ước kể lại cuộc ra khỏi Ai Cập (Ê-díp-tô) của dân Israel. Các tín đồ Ki-tô giáo cho rằng đây là một kinh nghiệm về quyền năng giải phóng của Thiên Chúa và Giao ước Sinai như một kinh nghiệm cộng đồng về sự gặp gỡ Thiên Chúa.

## Tên gọi
Từ "Xuất hành" trong tiếng Việt được Công giáo Rôma dịch từ tiếng Hy Lạp Ἔξοδος, Exodos, nghĩa là "ra đi"; Tin Lành dịch phiên âm là "Xuất Ê-díp-tô", nghĩa là "Rời khỏi Ai Cập".

## Tóm tắt

### Cuộc sống của Israel ở Ai Cập

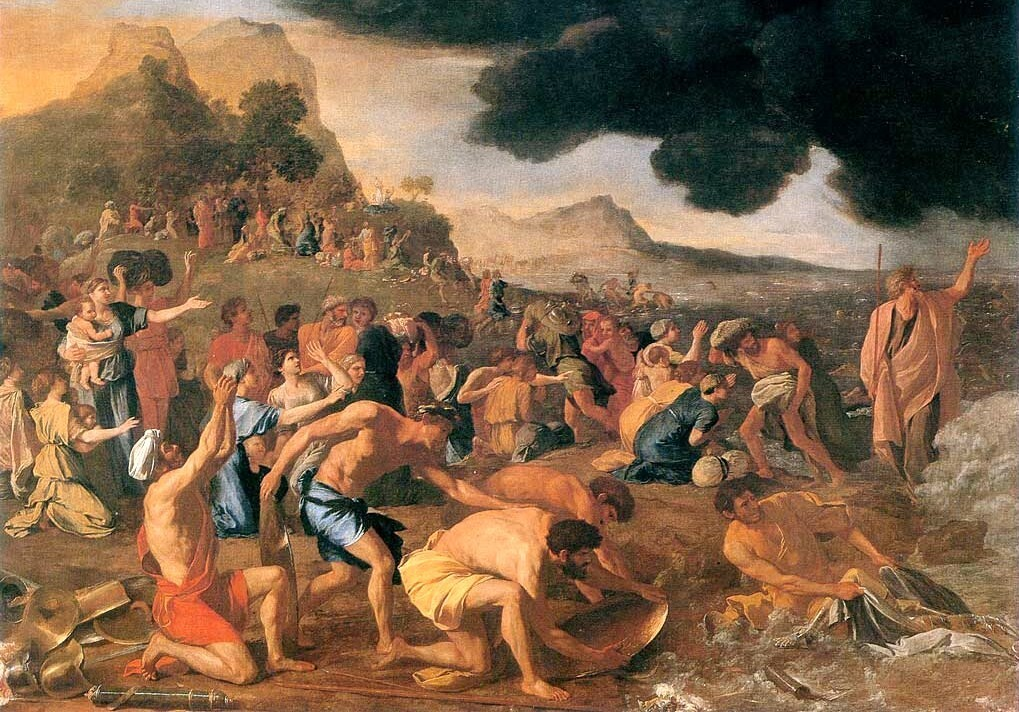
Vượt biển Đỏ, tranh của Nicholas Poussin

Khi người Do Thái (Híp-ri) làm nô lệ ở Ai Cập, sự lớn mạnh về quân số của họ khiến cho Pharaoh lo ngại, ông ra sắc lệnh giết chết tất cả trẻ sơ sinh Do Thái rồi vứt xuống sông Nile. Một người phụ nữ Do Thái thuộc dòng Lê-vi, vì không muốn mất đứa con vừa mới sinh, bà ấy đặt đứa trẻ vào nôi rồi giấu vào bụi sậy bờ sông Nile. Vô tình, công chúa Ai Cập phát hiện chiếc nôi và đem đứa trẻ về nuôi và đặt tên là Moses (Môi-sê). Moses, về chính danh là hoàng tử Ai Cập, nhưng ông luôn ý thức nguồn gốc của mình. Một lần, ông thấy một người Ai Cập đang đánh một người Do Thái, ông liền giết người Ai Cập, rồi vùi dưới cát. Sự việc vỡ lẽ khiến Pharaoh ra lệnh giết ông. Ông trốn khỏi cung điện vào Midian (Ma-đi-an).

### Moses được chọn
"Bấy giờ ông Moses đang chăn chiên cho cha vợ là Jethro (Gít-rô), tư tế Ma-đi-an. Ông dẫn đàn chiên qua bên kia sa mạc, đến núi của Thiên Chúa, là núi Khô-rếp. Thiên sứ của Đức Chúa hiện ra với ông trong đám lửa từ giữa bụi cây. Ông Moses nhìn thì thấy bụi cây cháy bừng, nhưng bụi cây không bị thiêu rụi. Ông tự bảo: "Mình phải lại xem cảnh tượng kỳ lạ này mới được: vì sao bụi cây lại không cháy rụi?" Đức Chúa thấy ông lại xem, thì từ giữa bụi cây Thiên Chúa gọi ông: "Moses! Moses!" Ông thưa: "Dạ, tôi đây!" Người phán: "Chớ lại gần! Cởi dép ở chân ra, vì nơi ngươi đang đứng là Đất Thánh." Người lại phán: "Ta là Thiên Chúa của cha ngươi, Thiên Chúa của Abraham (Áp-ra-ham), Thiên Chúa của Isaac (I-xa-ác), Thiên Chúa của Jacob (Gia-cóp)." Ông Moses che mặt đi, vì sợ nhìn phải Thiên Chúa" (Xuất hành 3:1-6).

### Yêu sách đòi tự do
Thiên Chúa đặt Moses làm thủ lĩnh Israel, để đưa dân tộc này ra khỏi Ai Cập, vào Đất Hứa. Trong những lần tiếp kiến Pharaoh đòi tự do, ông đều bị Pharaoh bác bỏ. Thiên Chúa trừng phạt người Ai Cập bằng nhiều tai ương mà đỉnh điểm là việc giết tất cả các con trai đầu lòng mới sinh. Pharaoh buộc phải đồng ý cho Israel ra đi.

### Lễ Vượt qua và Xuất hành
Đêm diễn ra tai ương cuối cùng, tất cả con đầu lòng mới sinh của người Ai Cập, từ con vua đến con dân thường đều bị giết chết. Theo chỉ dẫn của Thiên Chúa, Israel không bị thiệt hại gì và họ gọi đó là "vượt qua". Israel, gồm 600.000 người kể cả phụ nữ và trẻ em ra đi với tất cả hành lý, chiên, bò...
Hiện tại nhìn lại, nhiều điểm nghi ngờ lẫn giả thuyết xuất hiện từ đây. Khi Israel vượt qua Sinai, hệ sinh thái sa mạc của bán đảo Sinai có thể không cung cấp đủ thức ăn và nước uống để duy trì sự sống cho một lượng người lớn như thế. Thật vậy, dân số hiện nay của Sinai ước lượng chỉ khoảng hơn 38.000.
Pharaoh cho quân đội đuổi theo Irael đến tận Biển Đỏ, trong lúc đó dân Israel  đang đi giữa lòng biển khô ráo, do nước biển tách làm đôi để lộ một con đường mòn. Khi Israel đã đi được qua bờ bên kia thì quân đội Ai Cập vẫn đang đi giữa lòng biển.
Kinh Thánh ghi lại rằng: "Ông Moses giơ tay trên mặt biển, và biển ập lại như cũ, vào lúc tảng sáng. Quân Ai Cập đang chạy trốn thì gặp nước biển, Đức Chúa xô ngã quân Ai Cập giữa lòng biển. Nước biển ập xuống, vùi lấp chiến xa và kỵ binh, vùi lấp toàn thể quân lực của Pharaoh đã theo dân Israel vào lòng biển. Không một tên nào sống sót." (Xuất hành 14:27-28).

### Hành trình tại Sinai
Israel tiếp tục hành trình của mình, nhưng ngay lập tức, họ bắt đầu kêu ca về các khó khăn gian khổ, không thức ăn, nước uống. Thiên Chúa ban cho họ một thứ bánh để ăn, họ gọi là "Manna" và nước uống chảy từ hòn đá của Meribah.
Thuật ngữ "núi của Thiên Chúa" xuất hiện nhiều từ các chương này và là vấn đề gây tranh cãi. Người ta cho rằng, núi này có hai tên gọi: Horeb và Sinai. Các học giả không đồng ý về việc liệu trong thực tế có hai ngọn núi hay không? vì nó chẳng tương quan đến địa lý hiện đại.

## Giao ước
Israel đến chân "núi của Đức Chúa". Thiên Chúa và họ lập một giao ước: Thiên Chúa sẽ bảo trợ trên dân tộc họ, và họ sẽ là dân riêng của Thiên Chúa, phải phụng thờ Người thông qua Mười điều răn.
Cùng với Mười điều răn của Chúa, sách Xuất hành còn ghi một số luật về phụng tự. Nhưng ngay sau đó dân đã vi phạm giao ước, đúc bò vàng mà thờ theo kiểu dân Canaan. Nhờ ông Moses cầu khẩn, Chúa đã tha thứ và ban lại Luật Giao ước cho ông Moses.